# الكسندر غوردون سميث
الكسندر غوردون سميث (بالإنجليزية: Alexander Gordon Smith)‏ هو كاتب للأطفال وكاتب بريطاني، ولد في 27 فبراير 1979 في نورتش في المملكة المتحدة.

## وصلات خارجية
- الموقع الرسمي
- الكسندر غوردون سميث على موقع IMDb (الإنجليزية)